# NGC 252
NGC 252 é uma galáxia espiral (S0-a) localizada na direcção da constelação de Andrômeda. Possui uma declinação de +27° 37' 24" e uma ascensão recta de 0 horas, 48 minutos e 01,7 segundos.
A galáxia NGC 252 foi descoberta em 26 de Outubro de 1786 por William Herschel.